# Incidente di Malbone Street
L'incidente di Malbone Street, noto anche in inglese come The Malbone Street Wreck o "l'incidente lungo la linea di Brighton Beach", è stato un incidente ferroviario lungo la ferrovia BMT Brighton della metropolitana di New York che si è verificato il 1º novembre 1918, sotto l'intersezione di Flatbush Avenue, Ocean Avenue e Malbone Street (oggi conosciuta come Empire Boulevard) nella comunità di Flatbush a Brooklyn, New York. Circa 93 persone sono morte e per il numero delle vittime tale incidente è considerato uno dei peggiori disastri ferroviari-metropolitani degli Stati Uniti.

## Riassunto
L'incidente si verificò la sera del 1º novembre 1918 alle 18:42 ora locale, durante gli ultimi giorni della prima guerra mondiale. Un treno sopraelevato, composto da cinque vagoni costruiti prevalentemente in legno, entrò nel portale della galleria sotto Malbone Street andando verso la stazione di Prospect Park, imboccando una curva progettata per essere percorsa a 6 miglia all'ora (9,7 km/h) ad una velocità stimata tra le 30 miglia all'ora (48 km/h) e le 40 miglia all'ora (64 km/h). Il primo vagone deragliò e i due seguenti vagoni uscirono completamente dai binari, urtando contro le pareti della galleria e distruggendo la fiancata sinistra e i tetti. Il primo e l'ultimo vagone riportarono danni relativamente minori, in confronto al secondo e al terzo che furono gravemente danneggiati, specialmente il terzo che era così malridotto da dover essere smontato sul posto. L'ultimo vagone, il quinto, è stato l'unico a restare incolume. Il macchinista non era ferito e ha lasciato la scena dell'incidente.

## Conseguenze
L'incidente ha messo più pressione alla BRTC (Brooklyn Rapid Transport Company) per rimuovere attrezzature in legno da percorsi che operavano attraverso tratti in galleria o in metropolitana, anche se l'utilizzo di tale materiale era già stato già limitato. Ciò nonostante, le carrozze di legno sono state utilizzate nel tunnel per altri nove anni e vagoni parzialmente in legno sono rimasti in servizio fino al 1969.
Dispositivi di sicurezza supplementari sono stati aggiunti alla metropolitana, compresi i controlli di maggiore efficacia per fermare i treni in fuga.
Il tunnel Malbone Street in cui si verificò il disastro è rimasto in funzione per 40 anni, anche se era più parte della linea principale già dopo il 1920. La galleria di oggi fa parte della Franklin Avenue Shuttle ed è ancora usata durante le ore di punta. Tuttavia, la maggior parte dei treni in direzione sud non utilizza il tunnel e passa, invece, sopra la pista in direzione nord.
Nel 1974 un incidente si verificò nello stesso luogo quando un treno a bassa velocità della metropolitana deragliò e colpì il muro. Non ci furono feriti.
Sulla scia della tragedia, la maggior parte di Malbone Street è stata rinominata Empire Boulevard, un nome che porta ancora oggi.

## Simili incidenti
Incidenti simili a questo e relativi ad una curva imboccata a velocità elevata si sono verificati anche a:
- Morpeth, Inghilterra
- Rosedale e Waterfall, Australia
- Amagasaki, Giappone (2005)
- Santiago de Compostela, Spagna (2013)